# Hrabstwo Modoc
Hrabstwo Modoc (ang. Modoc County) – hrabstwo w stanie Kalifornia w Stanach Zjednoczonych. Obszar całkowity hrabstwa obejmuje powierzchnię 4203,37 mil² (10 886,68 km²). Według szacunków United States Census Bureau w roku 2009 miało 9107 mieszkańców.
Hrabstwo powstało w 1874 roku. Na jego terenie znajdują się:
- miejscowości – Alturas
- CDP – Adin, California Pines, Canby, Cedarville, Daphnedale Park, Eagleville, Fort Bidwell, Lake City, Likely, Lookout, Newell, New Pine Creek.